# Шабалинский район
Шабалинский район — административно-территориальная единица (район) на западе Кировской области России. В границах района в рамках организации местного самоуправления существует муниципальный район.
Административный центр — посёлок городского типа Ленинское.

## География
Площадь — 3860 км². Район граничит на западе с Октябрьским и Поназыревским районами Костромской области, на юге — с городским округом Шахунья Нижегородской области, на востоке и севере — со Свечинским и Даровским районами Кировской области.
Основные реки — Ветлуга, Паозер, Какша (Большая Какша), Сюзюм.

## История
Шабалинский район образован в 1929 году путём объединения трёх волостей Котельничского уезда: Батаевской, Ключевской и Красавской. Село Быстри Черновского сельского поселения, считается самым старым населённым пунктом, в 2010 году ему исполнилось 360 лет.
На 1 января 1941 года на территории Шабалинского района образовано 237 колхозов и 6 сельских советов. В годы Великой Отечественной войны в Ленинском располагались два госпиталя. Промкомбинат выпускал лыжи, брички, сани, ящики для боеприпасов. Работали швейный и обувной цеха. Коллектив предприятия трижды награждался переходящим Красным знаменем. В фонд обороны страны на постройку боевых самолётов, танков труженики района собрали 600 тысяч рублей деньгами и 112 тысяч рублей облигациями государственного займа. Из 18 700 ушедших на фронт не вернулись в родные края 9559 человек.
30 сентября 1955 года к Шабалинскому району была присоединена часть территории упразднённого Новотроицкого района, 30 сентября 1958 года — часть территории упразднённого Черновского района, а 14 ноября 1959 года — часть территории упразднённого Свечинского района.
- Фото храмов Шабалинского района.
- Николаевское село. Церковь Николая Чудотворца в Никольском женском монастыре.
- Черновское село. Заброшенная церковь Николая Чудотворца.
- Прокопьевское село. Церковь Прокопия Устюжского.
- Заброшенная церковь Спаса Нерукотворного в урочище Быстри.

## Население
| 1939    | 1959    | 1970    | 1979    | 1989    | 2002    | 2009    | 2010    | 2011    |
| ------- | ------- | ------- | ------- | ------- | ------- | ------- | ------- | ------- |
| 58 351  | ↘44 475 | ↘29 159 | ↘22 059 | ↘17 551 | ↘14 013 | ↘12 021 | ↘10 854 | ↘10 791 |
| 2012    | 2013    | 2014    | 2015    | 2016    | 2017    | 2018    | 2019    | 2020    |
| ↘10 475 | ↘10 180 | ↘9966   | ↘9760   | ↘9568   | ↘9365   | ↘9115   | ↘8848   | ↘8516   |
| 2021    |         |         |         |         |         |         |         |         |
| ↘7756   |         |         |         |         |         |         |         |         |

### Урбанизация
Городское население (пгт Ленинское) составляет 53.33 % от всего населения района.

## Административно-муниципальное устройство
Район как административно-территориальная единица области включает посёлок городского типа (рабочий посёлок) и 4 сельских округа.
В рамках организации местного самоуправления в конце 2004 года были созданы муниципальные образования: муниципальный район, а также в его составе одно городское и 4 сельских поселения (в границах сельских округов).
| № | Муниципальное образование          | Административный центр | Количество населённых пунктов | Население (чел.) | Площадь (км²) |
| - | ---------------------------------- | ---------------------- | ----------------------------- | ---------------- | ------------- |
| 1 | Ленинское городское поселение      | пгт Ленинское          | 38                            | ↘4922            | 720,58        |
| 2 | Высокораменское сельское поселение | село Высокораменское   | 19                            | ↘500             | 722,00        |
| 3 | Гостовское сельское поселение      | посёлок Гостовский     | 32                            | ↘667             | 1178,00       |
| 4 | Новотроицкое сельское поселение    | село Новотроицкое      | 26                            | ↘1267            | 678,00        |
| 5 | Черновское сельское поселение      | село Черновское        | 28                            | ↘400             | 617,00        |

## Населённые пункты
В Шабалинский район входят 137 населённых пунктов, в том числе один городской (рабочий посёлок) и 136 сельских населённых пунктов
| №   | Населённый пункт  | Тип          | Население | Муниципальное образование          |
| --- | ----------------- | ------------ | --------- | ---------------------------------- |
| 1   | Ленинское         | пгт          | ↘4136     | Ленинское городское поселение      |
| 2   | Ажваж             | деревня      | 0         | Высокораменское сельское поселение |
| 3   | Архангельское     | село         | 325       | Новотроицкое сельское поселение    |
| 4   | Безводная         | деревня      | 1         | Ленинское городское поселение      |
| 5   | Блины             | деревня      | 1         | Ленинское городское поселение      |
| 6   | Большая Козловка  | деревня      | 31        | Высокораменское сельское поселение |
| 7   | Большая Крутенка  | деревня      | 5         | Гостовское сельское поселение      |
| 8   | Большие Ковали    | деревня      | 1         | Новотроицкое сельское поселение    |
| 9   | Большое Липово    | деревня      | 28        | Новотроицкое сельское поселение    |
| 10  | Буторинская       | деревня      | 49        | Ленинское городское поселение      |
| 11  | Буторята          | деревня      | 27        | Черновское сельское поселение      |
| 12  | Быстри            | село         | 0         | Черновское сельское поселение      |
| 13  | Ваньки            | деревня      | 0         | Ленинское городское поселение      |
| 14  | Васенёво          | деревня      | 1         | Ленинское городское поселение      |
| 15  | Верхняя Березовка | деревня      | 0         | Черновское сельское поселение      |
| 16  | Вороны            | деревня      | 0         | Гостовское сельское поселение      |
| 17  | Высока            | деревня      | 0         | Новотроицкое сельское поселение    |
| 18  | Высокая           | деревня      | 19        | Высокораменское сельское поселение |
| 19  | Высокогорье       | село         | 148       | Высокораменское сельское поселение |
| 20  | Высокораменское   | село         | 351       | Высокораменское сельское поселение |
| 21  | Галкины           | деревня      | 23        | Новотроицкое сельское поселение    |
| 22  | Гаряевы           | деревня      | 109       | Ленинское городское поселение      |
| 23  | Гостовская        | деревня      | 36        | Гостовское сельское поселение      |
| 24  | Гостовский        | посёлок      | 628       | Гостовское сельское поселение      |
| 25  | Денисенки         | деревня      | 0         | Высокораменское сельское поселение |
| 26  | Жарники           | деревня      | 232       | Ленинское городское поселение      |
| 27  | Жирново           | деревня      | 71        | Гостовское сельское поселение      |
| 28  | Жуки              | деревня      | 0         | Новотроицкое сельское поселение    |
| 29  | Журавли           | деревня      | 0         | Новотроицкое сельское поселение    |
| 30  | Заводской         | посёлок      | 40        | Ленинское городское поселение      |
| 31  | Зайцево           | деревня      | 0         | Черновское сельское поселение      |
| 32  | Зайцы             | деревня      | 0         | Ленинское городское поселение      |
| 33  | Замази            | деревня      | 0         | Новотроицкое сельское поселение    |
| 34  | Запиваловы        | деревня      | 0         | Черновское сельское поселение      |
| 35  | Зотовцы           | деревня      | 10        | Гостовское сельское поселение      |
| 36  | Зубари            | деревня      | 7         | Ленинское городское поселение      |
| 37  | Какшинское        | деревня      | 0         | Гостовское сельское поселение      |
| 38  | Клубовщина        | деревня      | 7         | Черновское сельское поселение      |
| 39  | Ключевский        | починок      | 0         | Высокораменское сельское поселение |
| 40  | Ключи             | деревня      | 8         | Новотроицкое сельское поселение    |
| 41  | Ключи             | село         | 88        | Черновское сельское поселение      |
| 42  | Кнутовщина        | деревня      | 0         | Черновское сельское поселение      |
| 43  | Коврижные         | деревня      | 3         | Гостовское сельское поселение      |
| 44  | Коврижные         | деревня      | 0         | Ленинское городское поселение      |
| 45  | Кожино            | деревня      | 0         | Гостовское сельское поселение      |
| 46  | Кокоулята         | деревня      | 4         | Ленинское городское поселение      |
| 47  | Кокуши            | деревня      | 13        | Высокораменское сельское поселение |
| 48  | Колбины           | деревня      | 82        | Ленинское городское поселение      |
| 49  | Колеваты          | деревня      | 26        | Высокораменское сельское поселение |
| 50  | Колобощики        | деревня      | 0         | Ленинское городское поселение      |
| 51  | Колосово          | село         | 123       | Гостовское сельское поселение      |
| 52  | Красава           | деревня      | 99        | Ленинское городское поселение      |
| 53  | Красная Поляна    | деревня      | 3         | Гостовское сельское поселение      |
| 54  | Красногоры        | деревня      | 17        | Новотроицкое сельское поселение    |
| 55  | Криничата         | деревня      | 0         | Новотроицкое сельское поселение    |
| 56  | Крутая            | деревня      | 6         | Новотроицкое сельское поселение    |
| 57  | Крутая            | деревня      | 2         | Черновское сельское поселение      |
| 58  | Крутенский        | посёлок      | 13        | Гостовское сельское поселение      |
| 59  | Крутики           | деревня      | 16        | Ленинское городское поселение      |
| 60  | Кулаковщина       | деревня      | 0         | Черновское сельское поселение      |
| 61  | Кунеево           | деревня      | 5         | Черновское сельское поселение      |
| 62  | Куринцы           | деревня      | 0         | Новотроицкое сельское поселение    |
| 63  | Левинская         | деревня      | 15        | Ленинское городское поселение      |
| 64  | Легпром           | посёлок      | 1         | Гостовское сельское поселение      |
| 65  | Луни              | деревня      | 49        | Ленинское городское поселение      |
| 66  | Льнозавод         | посёлок      | 11        | Черновское сельское поселение      |
| 67  | Макарьевцы        | деревня      | 0         | Ленинское городское поселение      |
| 68  | Малая Козловка    | деревня      | 3         | Высокораменское сельское поселение |
| 69  | Малые Ковали      | деревня      | 14        | Новотроицкое сельское поселение    |
| 70  | Малые Первуши     | деревня      | 5         | Гостовское сельское поселение      |
| 71  | Медведевская      | деревня      | 2         | Новотроицкое сельское поселение    |
| 72  | Медведково        | деревня      | 0         | Новотроицкое сельское поселение    |
| 73  | Метил             | ж.д. разъезд | 4         | Гостовское сельское поселение      |
| 74  | Мироновцы         | деревня      | 4         | Новотроицкое сельское поселение    |
| 75  | Михненки          | деревня      | 170       | Ленинское городское поселение      |
| 76  | Немченята         | деревня      | 14        | Ленинское городское поселение      |
| 77  | Николаевское      | село         | 94        | Гостовское сельское поселение      |
| 78  | Никонята          | деревня      | 0         | Высокораменское сельское поселение |
| 79  | Новая Указна      | деревня      | 38        | Ленинское городское поселение      |
| 80  | Новожилы          | деревня      | 3         | Гостовское сельское поселение      |
| 81  | Новотроицкое      | село         | 1077      | Новотроицкое сельское поселение    |
| 82  | Новые Антропы     | деревня      | 2         | Гостовское сельское поселение      |
| 83  | Оборона           | посёлок      | 0         | Ленинское городское поселение      |
| 84  | Огарковы          | деревня      | 0         | Ленинское городское поселение      |
| 85  | Огорелово         | деревня      | 2         | Черновское сельское поселение      |
| 86  | Окатово           | деревня      | 3         | Ленинское городское поселение      |
| 87  | Панихины          | деревня      | 23        | Гостовское сельское поселение      |
| 88  | Перегорящево      | деревня      | 0         | Гостовское сельское поселение      |
| 89  | Перминовская      | деревня      | 0         | Высокораменское сельское поселение |
| 90  | Пестовка          | деревня      | 0         | Гостовское сельское поселение      |
| 91  | Петровское        | деревня      | 5         | Гостовское сельское поселение      |
| 92  | Поляки            | деревня      | 0         | Гостовское сельское поселение      |
| 93  | Полянская         | деревня      | 49        | Ленинское городское поселение      |
| 94  | Прокопьевское     | село         | 76        | Гостовское сельское поселение      |
| 95  | Протасы           | деревня      | 12        | Ленинское городское поселение      |
| 96  | Пруды             | деревня      | 0         | Новотроицкое сельское поселение    |
| 97  | Пчелинская        | деревня      | 3         | Новотроицкое сельское поселение    |
| 98  | Пыжи              | деревня      | 0         | Высокораменское сельское поселение |
| 99  | Редькины          | деревня      | 0         | Высокораменское сельское поселение |
| 100 | Робяши            | деревня      | 7         | Ленинское городское поселение      |
| 101 | Рыбаки            | деревня      | 2         | Ленинское городское поселение      |
| 102 | Семёновский       | ж.д. разъезд | 0         | Ленинское городское поселение      |
| 103 | Семёновское       | село         | 164       | Ленинское городское поселение      |
| 104 | Сененки           | деревня      | 0         | Черновское сельское поселение      |
| 105 | Сенниковы         | деревня      | 0         | Новотроицкое сельское поселение    |
| 106 | Скородум          | деревня      | 0         | Высокораменское сельское поселение |
| 107 | Смородиновская    | деревня      | 0         | Ленинское городское поселение      |
| 108 | Содом             | деревня      | 166       | Высокораменское сельское поселение |
| 109 | Содом             | деревня      | 9         | Черновское сельское поселение      |
| 110 | Созиновы          | деревня      | 91        | Ленинское городское поселение      |
| 111 | Соловецкое        | село         | 264       | Новотроицкое сельское поселение    |
| 112 | Старая Указна     | деревня      | 17        | Ленинское городское поселение      |
| 113 | Стародубцевы      | деревня      | 41        | Новотроицкое сельское поселение    |
| 114 | Старые Антропы    | деревня      | 6         | Гостовское сельское поселение      |
| 115 | Супротивный       | посёлок      | 26        | Гостовское сельское поселение      |
| 116 | Татары            | деревня      | 0         | Высокораменское сельское поселение |
| 117 | Татары            | деревня      | 12        | Ленинское городское поселение      |
| 118 | Тименки           | деревня      | 9         | Высокораменское сельское поселение |
| 119 | Тойлиха           | деревня      | 0         | Гостовское сельское поселение      |
| 120 | Токарево          | деревня      | 0         | Черновское сельское поселение      |
| 121 | Тохтинцы          | деревня      | 0         | Новотроицкое сельское поселение    |
| 122 | Цветы             | деревня      | 0         | Гостовское сельское поселение      |
| 123 | Чахловка          | село         | 88        | Черновское сельское поселение      |
| 124 | Чащино            | деревня      | 0         | Черновское сельское поселение      |
| 125 | Червяки           | деревня      | 11        | Черновское сельское поселение      |
| 126 | Черновское        | село         | 458       | Черновское сельское поселение      |
| 127 | Чибриковская      | деревня      | 0         | Новотроицкое сельское поселение    |
| 128 | Шабалинцы         | деревня      | 10        | Ленинское городское поселение      |
| 129 | Шабалиха          | деревня      | 0         | Гостовское сельское поселение      |
| 130 | Шиминерский       | починок      | 0         | Высокораменское сельское поселение |
| 131 | Шлыки             | деревня      | 0         | Черновское сельское поселение      |
| 132 | Шмоны             | деревня      | 8         | Ленинское городское поселение      |
| 133 | Шохорда           | посёлок      | 68        | Гостовское сельское поселение      |
| 134 | Шохренки          | деревня      | 5         | Черновское сельское поселение      |
| 135 | Юдинцы            | деревня      | 0         | Новотроицкое сельское поселение    |
| 136 | Юмаки             | деревня      | 0         | Гостовское сельское поселение      |
| 137 | Юрьевцы           | деревня      | 0         | Гостовское сельское поселение      |

### Упразднённые населённые пункты
- В 2022 году упразднены деревни Большое Раменье, Гусево, Исаково Раменье, Нояново, Оськино, Полатово[29].

## Председатели райисполкома
С 1929 по 1991 годы в райисполкоме председательствовали:
| Ф. И. О.                       | Время замещения должности                  |
| ------------------------------ | ------------------------------------------ |
| Виноградов Филипп Алексеевич   | май – август 1930                          |
| Миронова Мария Алексеевна      | август 1930 – декабрь 1931                 |
| Ковшов Михаил Григорьевич      | январь 1932 – июль 1934                    |
| Яблоков Павел Алексеевич       | июль 1934 – июнь 1937                      |
| Козлов Матвей Митрофанович     | июнь 1937 – октябрь 1939                   |
| Глазырин Николай Калистратович | декабрь 1939 – май 1943                    |
| Садырин Михаил Маркович        | май 1943 – апрель 1944                     |
| Ванеев Иван Антонович          | апрель 1944 – декабрь 1947                 |
| Гребенев Михаил Яковлевич      | декабрь 1947 – декабрь 1950                |
| Линючев Алексей Дмитриевич     | декабрь 1950 – август 1951                 |
| Головизнин Сергей Тимофеевич   | август 1951 – август 1959                  |
| Абрамов Петр Ефимович          | август 1959 – сентябрь 1961                |
| Мелентьев Альберт Николаевич   | сентябрь 1961 – март 1962                  |
| Арасланов Адгам Шагбанович     | март – декабрь 1962, январь – февраль 1965 |
| Шерстобитов Николай Сергеевич  | февраль 1965 – август 1966                 |
| Угрюмов Михаил Тимофеевич      | август 1966 – май 1973                     |
| Купцов Александр Сергеевич     | май 1973 – апрель 1981                     |
| Данилов Леонид Георгиевич      | май 1981 – март 1987                       |
| Мартьянов Иван Иванович        | апрель 1987 – январь 1988                  |
| Глушков Михаил Николаевич      | январь 1988 – декабрь 1991                 |

## Экономика
Основными отраслями в районе являются пищевая промышленность, а также сельское хозяйство. Главные предприятия: Шабалинский райпотребсоюз, СПК «Чахловский», СПК «Победа», СПК «Верный путь», СПК «Путь Ленина».
Также в районе имеются предприятия лесозаготовки и лесопереработки: Шабалинский лесхоз, Черновский сельлесхоз и др. Основным налогоплательщиком района является Шабалинское ДЭП-43.

## Транспорт
Через район проходят федеральная автомобильная дорога Р243 Кострома — Шарья — Киров — Пермь, Северная железная дорога (со станциями Супротивный, Метил, Гостовская, Крутенский, Блины, Шабалино, Семёновский; по станциям Супротивный, Гостовская и Шабалино есть дальнее пассажирское сообщение).

## Гимн
Средь безбрежных лесов,

Средь полей и лугов

Приютился под куполом синим

Наш навеки родной

Шабалинский район,

Небольшая частичка России.

Всё здесь есть для того,

Чтобы жил человек,

Не испытывал боли и горя.

И судьбу мы свою,

Как умеем, вершим,

Не сгибаясь под ветром упрямо.

Наш народ трудовой

Друг за друга горой,

Мы на жизнь смотрим честно и прямо.

Шабалинский район,

Сколько дел впереди,

И не мало их сделано в прошлом.

Твёрдо мы говорим,

Что районом своим

Честь и славу России умножим.

## Люди, связанные с районом
- Баранов, Борис Александрович (11 ноября 1940 — 6 апреля 2005) — родился в деревне Созиновы ныне Ленинского городского поселения, советский и украинский энергетик, участник ликвидации последствий аварии на Чернобыльской АЭС, Герой Украины.
- Баранов, Михаил Павлович (25 ноября 1904 — 16 марта 1985) — родился в починке Гладкораменский (позднее — деревня Гудки, затем упразднена, располагалось на территории Новотроицкого сельского поселения), гвардии старший сержант, участник Великой Отечественной войны, Герой Советского Союза.
- Бочариков, Максим Петрович (10 октября 1908 — 3 июня 1986) — родился в селе Лычном (ныне не существует, в советское время располагалось на территории Шабалинского района, в настоящее время это территория Октябрьского района Костромской области), гвардии старший сержант, участник Великой Отечественной войны, Герой Советского Союза.
- Бураков, Василий Николаевич (18 марта 1915 — 25 октября 2004) — родился в селе Черновском Черновского сельского поселения, председатель колхоза «Новая сила», старший лейтенант, участник Великой Отечественной войны, Герой Советского Союза.
- Ватенин, Валерий Владимирович (27 января 1933 — 16 июня 1977) — в годы Великой Отечественной войны находился в эвакуации в Шабалинском районе, русский советский живописец, график, педагог, член Ленинградской организации Союза художников РСФСР.
- Вепрев, Аркадий Филимонович (29 октября 1927 — 23 июля 2006) — родился в селе Вареницы, советский и российский государственный деятель, народный депутат СССР, глава администрации Красноярского края в 1991—1993 годах, Герой Социалистического Труда.
- Гаряев, Николай Николаевич (2 января 1947, Ленинское (Шабалинский район) — 24 декабря 2020, Киров) — советский и российский государственный и общественный деятель. Почётный гражданин Кирова.
- Глушков, Николай Тимофеевич (20 декабря 1918 — 1 ноября 1999) — родился в деревне Холодной (ныне не существует, располагалась на территории Новотроицкого сельского поселения), Председатель Государственного комитета СССР по ценам в 1975—1986 годах.
- Добровольский, Алексей Александрович (Доброслав) (13 октября 1938 — 19 мая 2013) — с 1990-х проживал в деревне Васенёво, участник диссидентского движения СССР в 1950-е — 1960-е годы, идеолог славянского неоязычества.
- Домрачева, Лидия Михайловна (3 [16] февраля 1911 — 22 января 2006) — родилась в селе Архангельском ныне Новотроицкого сельского поселения, советский и украинский врач-невролог, заслуженный врач УССР, участница Великой Отечественной войны.
- Дружинин, Игорь Петрович (10 февраля 1929 — 22 октября 2000) — родился в селе Какша ныне Гостовского сельского поселения, советский и российский гидролог, доктор географических наук, академик РАН.
- Изергин, Пётр Васильевич (13 [25] марта 1870 — 8 октября 1936) — родился в селе Высокогорье ныне Высокораменского сельского поселения, российский и советский врач, доктор медицинских наук, Герой Труда.
- Исаков, Семён Кузьмич (1 февраля 1902 — ?) — родился в деревне Исаковцы, ныне упразднённой, находившейся в современных границах Гостовского сельского поселения, советский военачальник, полковник.
- Калинин, Александр Андреевич (14 августа 1910 — 21 февраля 1962) — родился в деревне Калиновской, участник Советско-финской войны (1939—1940), Великой Отечественной войны, Герой Советского Союза.
- Колчанов, Аркадий Михайлович (6 октября 1925 — 16 августа 2008) — родился в деревне Долгой (ныне не сохранилась, располагалась на территории Новотроицкого сельского поселения), советский художник-график, Народный художник РСФСР, член СХ СССР, член-корреспондент Академии творчества СССР.
- Кощеев, Павел Григорьевич (6 июля 1913 — 3 сентября 1991) — родился в деревне Татары Высокораменского сельского поселения, гвардии старший сержант, участник Советско-финской войны (1939—1940), Великой Отечественной войны, Герой Советского Союза.
- Кубышев, Владимир Алексеевич (1 февраля 1928 — 1989) — родился в селе Богородском (ныне посёлке Ленинском), доктор технических наук, профессор, академик ВАСХНИЛ.
- Кудреватых, Иван Евстигнеевич (2 сентября 1916 — 23 февраля 1945) — призван Черновским РВК, гвардии старший сержант, участник Великой Отечественной войны, Полный кавалер ордена Славы.
- Перминов, Анатолий Николаевич (род. 16 июня 1945) — родился в деревне Дувалово (ныне не сохранилась, располагалась на территории Черновского сельского поселения), заместитель генерального директора — генерального конструктора ОАО «Российские космические системы», вице-президент по науке Международной академии астронавтики.
- Плешков, Пётр Антонович (22 августа 1904 — 1 февраля 1961) — родился в деревне Склягино (ныне не сохранилась, располагалась на территории Черновского сельского поселения), гвардии подполковник, участник Великой Отечественной войны, Герой Советского Союза.
- Пупов, Егор Яковлевич (30 января 1909 — 16 мая 1945) — родился в деревне Гладкая, старший сержант, участник Великой Отечественной войны, Полный кавалер ордена Славы.[32]
- Разумов, Александр Кириллович (5 марта 1909 — 21 января 2003) — работал учеником технического секретаря Красавского волостного комитета партии, учеником бухгалтера в Ленинском обществе потребителей в 1925—1926 годах, полковник, участник Великой Отечественной войны, Герой Советского Союза.
- Рогожников, Николай Алексеевич (12 декабря 1919 — 2 июля 2001) — родился в деревне Содом Высокораменского сельского поселения, гвардии старший сержант, участник Великой Отечественной войны, Герой Советского Союза.
- Селезнёв, Георгий Васильевич (1 мая 1916 — 26 октября 2000) — родился в деревне Мироновцы, советский инженер, лауреат Сталинской премии.
- Сенников, Аркадий Андреевич (январь 1908 — 31 марта 1974) — родился на станции Шабалино (ныне входит в состав пгт Ленинское), советский хозяйственный, государственный и политический деятель.
- Скрябин, Василий Александрович (3 февраля 1922 — 24 сентября 1993) — родился в деревне Большое Красавино (ныне не сохранилась, располагалась на территории Черновского сельского поселения), гвардии младший сержант, участник Великой Отечественной войны, Герой Советского Союза.
- Созинов, Владимир Петрович (8 октября 1904 — 10 октября 1981) — родился в деревне Сосновка (ныне часть деревни Созиновы Ленинского городского поселения), лейтенант, участник Великой Отечественной войны, Герой Советского Союза.
- Татаринова, Елена Алексеевна (26 мая 1897 — 27 июня 1987) — родилась в деревне Парюжата (ныне не существует, располагалась на территории Новотроицкого сельского поселения), советский скульптор-монументалист, заслуженный деятель искусств Таджикской ССР, член Союза художников СССР.
- Толстобров, Яков Еремеевич (22 октября 1905 — 6 февраля 1986) — родился в деревне Зубари (ныне не существует, располагалась на территории Новотроицкого сельского поселения), старшина, участник Великой Отечественной войны, Полный кавалер ордена Славы.
- Тотмянин, Дмитрий Филиппович (20 (или 15[33]) сентября 1915 — 20 июля 1944) — линейный надсмотрщик Шабалинского районного узла связи, гвардии старший сержант, участник Великой Отечественной войны, Герой Советского Союза.
- Тотмянин, Николай Анатольевич (род. 8 декабря 1958) — родился в посёлке Ленинском, советский и российский альпинист, Заслуженный мастер спорта России, многократный «Снежный барс» («Покоритель высочайших гор СССР»), обладатель «Золотого ледоруба» за первопрохождение северной стены пика Жанну (7710 м), Гималаи.
- Тупицын, Леонтий Яковлевич (4 марта 1895 — 24 января 1944) — председатель колхоза «Октябрь», участник Великой Отечественной войны, Герой Российской Федерации (посмертно).
- Хаустов, Андрей Иванович (13 июля 1930 — 13 июля 1978) — родился в селе Новотроицком Новотроицкого сельского поселения, русский советский скульптор и живописец, член Ленинградского Союза художников.